# Acrida rufipes
Acrida rufipes är en insektsart som beskrevs av Steinmann 1963. Acrida rufipes ingår i släktet Acrida och familjen gräshoppor. Inga underarter finns listade i Catalogue of Life.